# Sonate pour violon, op. 4 de Mendelssohn
Pour les articles homonymes, voir Sonate pour violon et piano.
Ne pas confondre avec la sonate pour violon en fa majeur de 1820 et la sonate en fa majeur de 1838.
 (décembre 2023).
Si vous disposez d'ouvrages ou d'articles de référence ou si vous connaissez des sites web de qualité traitant du thème abordé ici, merci de compléter l'article en donnant les références utiles à sa vérifiabilité et en les liant à la section « Notes et références ».
La sonate pour violon en fa mineur, opus 4 (MWV Q 12), pour violon et piano a été composée par Felix Mendelssohn en 1825. C'est la seule à porter un numéro d'opus. Mendelssohn composa deux autres sonates pour violon, les deux en fa majeur et sans numéro d'opus.
Contrairement à son célèbre concerto pour violon, la sonate ne comporte pas de développements spectaculaires, mais elle rappelle le calme des compositions pour musique de chambre du compositeur et quelques éclats précoces.

## Mouvements
L’œuvre comporte trois mouvements :
1. Adagio - Allegro moderato
2. Poco adagio
3. Allegro agitato

Une exécution moyenne dure environ 22 minutes.